# Atna Peaks
Atna Peaks je zaledněná hora ve Wrangellově pohoří, na jihovýchodě Aljašky. Má dva vrcholy, vyšší západní má nadmořskou výšku 4 225 metrů a nižší východní Atna Peaks-East Peak 4 145 metrů .
Atna Peaks leží 10 kilometrů východně od druhého nejvyššího vulkánu Spojených států Mount Blackburn. Od roku 1965 jsou Horolezeckým klubem na Aljašce pojmenované podle původního indiánského názvu řeky Copper Atna.
Atna Peaks náleží do první sedmdesátky nejvyšších hor Severní Ameriky s prominencí vyšší než 500 metrů.